# Puchar Ameryki Południowej w narciarstwie dowolnym 2022
Puchar Ameryki Południowej w narciarstwie dowolnym 2022 rozpoczął się 5 sierpnia 2022 r. w chilijskim ośrodku narciarskim La Parva. Zmagania zakończyły się 21 września tego samego roku w argentyńskim kurorcie Chapelco.
Puchar Ameryki Południowej został rozegrany w 2 krajach i 4 miastach.

## Konkurencje
- SX = skicross
- BA = big air
- SS = slopestyle

## Kalendarz i wyniki

### Mężczyźni
| Lp. | Data             | Miejscowość    | Konkurencja | 1. miejsce        | 2. miejsce        | 3. miejsce        |
| --- | ---------------- | -------------- | ----------- | ----------------- | ----------------- | ----------------- |
| 1.  | 5 sierpnia 2022  | La Parva       | SS          | Francisco Salas   | Cristóbal Colombo | Jan Vermeij       |
| 2.  | 5 sierpnia 2022  | La Parva       | SS          | Cristóbal Colombo | Francisco Salas   | Mateo Bonacalza   |
| 3.  | 8 sierpnia 2022  | El Colorado    | BA          | Francisco Salas   | Nahuel Medrano    | Cristóbal Colombo |
| 4.  | 9 sierpnia 2022  | El Colorado    | BA          | Francisco Salas   | Cristóbal Colombo | Mateo Bonacalza   |
| 5.  | 8 września 2022  | Cerro Catedral | SS          | Francisco Salas   | Sean Jensen       | Cristóbal Colombo |
| 6.  | 9 września 2022  | Cerro Catedral | SS          | Francisco Salas   | Cristóbal Colombo | Sean Jensen       |
| 7.  | 10 września 2022 | Cerro Catedral | BA          | Cristóbal Colombo | Sean Jensen       | Francisco Salas   |
| 8.  | 12 września 2022 | Cerro Catedral | BA          | Cristóbal Colombo | Francisco Salas   | Sean Jensen       |
| 9.  | 15 września 2022 | La Parva       | SX          | Valentín Signe    | Kay Holscher      | Felipe Arancibia  |
| 10. | 16 września 2022 | La Parva       | SX          | Kay Holscher      | Valentín Signe    | Felipe Arancibia  |
| 11. | 21 września 2022 | Chapelco       | SS          | Francisco Salas   | Cristóbal Colombo | León Lorenzini    |
|     | 23 września 2022 | Chapelco       | BA          | Odwołano          | Odwołano          | Odwołano          |

### Klasyfikacje
| Lp. | Zawodnik         | Punkty |
| --- | ---------------- | ------ |
| 1.  | Kay Holscher     | 180    |
| 1.  | Valentín Signe   | 180    |
| 3.  | Felipe Arancibia | 120    |
| 4.  | Santiago Furniss | 100    |
| 5.  | Nicolás Carvallo | 90     |
| 6.  | Ignacio Salinas  | 80     |
| 7.  | Max von Unger    | 68     |
| 8.  | Domingo Yáñez    | 65     |
| 9.  | Martín Hernández | 61     |
| 10. | Borja Silva      | 52     |

| Lp. | Zawodnik          | Punkty |
| --- | ----------------- | ------ |
| 1.  | Francisco Salas   | 820    |
| 2.  | Cristóbal Colombo | 740    |
| 3.  | Mateo Bonacalza   | 320    |
| 4.  | Nahuel Medrano    | 286    |
| 5.  | Sean Jensen       | 280    |
| 6.  | Santiago Magni    | 263    |
| 7.  | León Lorenzini    | 238    |
| 8.  | Jan Vermeij       | 236    |
| 9.  | Luis Arratia      | 235    |
| 10. | Tomás Villegas    | 233    |

### Kobiety
| Lp. | Data             | Miejscowość    | Konkurencja | 1. miejsce         | 2. miejsce                | 3. miejsce              |
| --- | ---------------- | -------------- | ----------- | ------------------ | ------------------------- | ----------------------- |
| 1.  | 5 sierpnia 2022  | La Parva       | SS          | Dominique Ohaco    | —                         | —                       |
| 2.  | 5 sierpnia 2022  | La Parva       | SS          | Dominique Ohaco    | —                         | —                       |
| 3.  | 8 sierpnia 2022  | El Colorado    | BA          | Dominique Ohaco    | —                         | —                       |
| 4.  | 9 sierpnia 2022  | El Colorado    | BA          | Brak danych        | Brak danych               | Brak danych             |
| 5.  | 8 września 2022  | Cerro Catedral | SS          | Dominique Ohaco    | Azul Mía Beveraggi Ibarra | Benita Teresa Senillosa |
| 6.  | 9 września 2022  | Cerro Catedral | SS          | Dominique Ohaco    | Azul Mía Beveraggi Ibarra | Benita Teresa Senillosa |
|     | 10 września 2022 | Cerro Catedral | BA          | Odwołano           | Odwołano                  | Odwołano                |
|     | 12 września 2022 | Cerro Catedral | BA          | Odwołano           | Odwołano                  | Odwołano                |
| 7.  | 15 września 2022 | La Parva       | SX          | María Jesús Bartel | Valeria Calderón          | Antonia Furniss         |
| 8.  | 16 września 2022 | La Parva       | SX          | María Jesús Bartel | Antonia Furniss           | Valeria Calderón        |
|     | 21 września 2022 | Chapelco       | SS          | Odwołano           | Odwołano                  | Odwołano                |
|     | 23 września 2022 | Chapelco       | BA          | Odwołano           | Odwołano                  | Odwołano                |

### Klasyfikacje
| Lp. | Zawodniczka        | Punkty |
| --- | ------------------ | ------ |
| 1.  | María Jesús Bartel | 200    |
| 2.  | Valeria Calderón   | 140    |
| 2.  | Antonia Furniss    | 140    |

| Lp. | Zawodniczka               | Punkty |
| --- | ------------------------- | ------ |
| 1.  | Dominique Ohaco           | 500    |
| 2.  | Azul Mía Beveraggi Ibarra | 160    |
| 3.  | Benita Teresa Senillosa   | 120    |